# 1997 XB10
1997 XB10 är en asteroid i huvudbältet, som upptäcktes den 5 december 1997 av den japanske amatörastronomen Atsushi Sugie i Dynic-observatoriet.
Asteroiden har en diameter på ungefär 6 kilometer.